# Марат Ка
Мара́т Ка (настоящее имя — Марат Кушелман, род. — российский декоратор, дизайнер, архитектор, телевизионный ведущий. Автор методологических и научно-популярных изданий по теории и практике декорирования. Создатель оригинальной цветовой системы координат и универсального подхода к проектированию интерьеров.
Псевдоним «Ка» появился случайно, когда редактор телеканала НТВ неправильно сократил фамилию декоратора.

## Биография
Марат Ка родился в Москве в семье математика и театрального критика. Архитектурное образование получил в Нью-Йорке в 1989—1994 годах. Является учеником известного колориста Дональда Кауфмана и керамиста, специалиста по психологии интерьера Тэффи Дал.
Участвовал в реставрации и декорировании большого количества федеральных объектов в исторических центрах США — Чикаго, Нью-Йорк, Детройт. Среди них Театр Мартина Бэка в Нью-Йорке и исторический дом дизайнера Брайана Килиана в Детройте (Brian Killian Birmingham Residence, Detroit).
Занимался проектированием, дизайном и декорированием домов известных киноактеров, писателей, журналистов и общественных деятелей. Среди заказчиков его интерьеров Джоан Риверз, Оливия Голдсмит, Джордж Ширинг и другие.

## Трудовая деятельность
Руководит студией, которая занимается декорированием интерьеров; проектированием мебели и предметов декора; разработкой декоративных поверхностей; восстановлением исторических методов декорирования и золочения; разработкой малярных и декоративных материалов.
Читает лекции и публикует статьи по архитектуре, интерьер-дизайну, декорированию.

## Телевидение
Марат Ка принимал участие в значительном количестве телепередач российского телевидения, в том числе:
- «Квартирный вопрос», телеканал НТВ (начало 2000-х годов). Марат Ка ведёт рубрику «Мастер-класс», в которой декорирует мебель и предметы интерьера.
- Nescafe Seasons (2004—2005). Креативный продакт-плейсмент: в каждой передаче кофейная банка трансформировалась в совершенно другой предмет.
- «Сделайте это красиво!», телеканал СТС (2007). Марат Ка декорирует часть интерьера (стены, мебель, предметы) перед зрительным залом.
- «Декоративные страсти», телеканал «Домашний» (2005—2011). Авторский телепроект Марата Ка, в котором он декорирует готовые предметы и мебель или создает вещь «с нуля» — начиная от столярных или швейных работ и заканчивая покраской и финишированием.
- «Декоративные страсти с…» — цикл передач о декорировании, еде и одежде. Совместный проект Марата Ка с кондитером Александром Селезневым и коллекционером Александром Петлюрой. Передача была основана на идее, что каждый человек должен уметь делать три вещи — работать руками, вкусно готовить и хорошо одеваться.
- Серия программ «Рассказы о художниках», телеканал «Домашний»: о Ван Гоге, Франсиско де Гойя, Марке Шагале, Василии Кандинском, Александре Дейнека и других зарубежных и отечественных художниках.
- «Фазенда»[6], 1 канал (2012). Марат Ка ведет рубрику мастер-классов.
- «1000 мелочей», телеканал «Россия 1» (2013). Марат Ка ведёт рубрику мастер-классов. Мастер-классы транслируются в зрительный зал с помощью телеэкрана.
- «Школа ремонта», ТНТ (2014 — настоящее время). Марат Ка ведёт рубрику авторских мастер-классов.

## Состоит в организациях
Член Американской ассоциации интерьер-дизайнеров — ASID (American Society of Interior Designers). Член закрытой Американской ассоциации архитекторов и дизайнеров — ASAD (American Society of Architects and Designers). Член организации Home Owner Business Administration (HOBA)

## Награды
В 2010 году по версии Американской ассоциации архитекторов и дизайнеров США (ASAD) интерьер, над которым работал Марат Ка с группой реставраторов, удостоился награды — «Лучший американский интерьер за последние 100 лет». Поводом стала работа в пентхаусе известной актрисы Джоан Риверз, расположенном в историческом особняке 1903 года в Нью-Йорке и отреставрированном во французском неоклассическом стиле. Этот же интерьер вошел в топ-10 самых дорогих американских интерьеров, по мнению Национальной ассоциации риелторов США.